# Танін (газове родовище)
Танін (івр. תנין, крокодил) — газоконденсатне родовище в ізраїльському секторі Середземного моря, розташоване на відстані до 120 км від узбережжя в районі з глибинами моря біля 1750 метрів. Становить північно-східне продовження гігантського родовища Левіафан.
Відкрите у 2012 році внаслідок буріння свердловини Tanin-1, яка досягла позначки 5504 метри нижче морського дна. У відкладеннях нижнього міоцену (аквітанський ярус) виявили насичені газом пісковики, при цьому на рівні 5091 метр встановили водо-газовий контакт. Як і на інших родовищах глибоководної зони ізраїльського сектору, продуктивні відкладення перекриті соляними мессінського ярусу (верхній міоцен).
Родовище виявила компанія Noble, котра станом на середину 2010-х була автором усіх значних відкриттів у глибоководній частині ізраїльського сектору Середземного моря, включаючи Левіафан та Тамар. Оскільки ця група зосередилась на розробці останніх, вона продала права на розробку Танін грецькій компанії Energean та інвестиційному фонду Kerogen Capital (діють через спільне підприємство Energean Israel, у якому сторони мають по 50 %).
В 2017 році Energean затвердила технологічну схему спільної розробки Танін та сусіднього родовища Каріш. Видобуток на Танін планується як другий етап проекту та здійснюватиметься шляхом підключення по системі довжиною 40 км до плавучої установки з видобутку, зберігання та відвантаження на родовищі Каріш.
Ресурси газу Танін (contingent та prospective) на момент затвердження первісної схеми розробки оцінювались у 34,6 млрд м3 (середня оцінка).